# Vladimir Vranić
Vladimir Vranić (rođ. Schwartz) (Zagreb, 10. studenog 1896. – Zagreb, 3. kolovoza 1976.) je bio hrvatski matematičar. U svoje vrijeme bio je jedan od najpriznatijih profesora na Zagrebačkom sveučilištu. Količina njegovih znanstvenih radova je veoma velika a najvažnija su iz polja vjerojatnosti i statistike. 

## Biografija
Vladimir je bio sin oca Ignaca i majke Line. Otac mu je bio direktor banke, inače sin židovskog trgovca koji se doselio iz Austrije u Koprivnicu. Vrlo rano otac mu se rastao od majke što je obitelj dugo vremena tajila jer su raskidi brakova u to vrijeme bili nepojmljivi u društvu pa je Vladimira i njegova brata Miroslava odgojila majka Lina. Vladimir je tek u gimnazijskim danima saznao za oca jer je do tada smatrao, po majčinoj priči, da je on bio umro. Zbog toga 1918. godine Vladimir i brat mijenjaju prezime iz Schwartz u Vranić i dvije godine poslije i vjeru (postaju evangelici) te time iskazuju patriotizam, ali i želju da se riješe prepreka koje mogu nastati iz njihovog židovskog podrijetla. 
Uspješno je završio doktorat znanosti iz matematike i fizike na Filozofskom fakultetu. Od 1922. do 1942. godine radio je kao prokurist i predstojnik za životno osiguranje, te kao glavni aktuar kod Jadranskog osiguravajućeg društva što mu je osiguravalo pristojna sredstva za život. Paralelno tome poslu, 1924. godine prijavio se za privatnog docenta na Višoj tehničkoj školi, kasnijem Tehničkom fakultetu Sveučilišta u Zagrebu. Iako je smatran za izuzetno darovitog znanstvenika na polju matematičkih znanosti, bilo mu je rečeno da, usprkos tome što je promijenio vjeru, nikad neće moći napredovati više od titule privatnog docenta. Usprkos tome što je održavao nastavu i ispite, te pisao skripte, nije primao plaću od Sveučilišta. 1935. godine bio je imenovan za nastavnika Ekonomsko-komercijalne visoke škole gdje je radio do 1941. godine kao privatni docent. Rad u Jadranskom osiguravajućem društvu i intenzivno održavanje nastave na fakultetu ograničili su mu mogućnosti za znanstveni rad. Usprkos tomu publicirao je niz važnih radova i skripti za studente.
Brat Miroslav, inače pravnik i židovski aktivist, s kojim je bio vrlo blizak, 1939. godine pogiba na bračnom putovanju u zrakoplovnoj nesreći na Velebitu.
Zbog zaoštravanja rasne segregacije u NDH obitelj i profesionalni put Vladimira Vranića dolazi na razna iskušenja:
- 1941. godine otac mu stradava u koncentracionom logoru Jasenovcu, a ženinu braću odvode na Pag gdje su ubrzo i ubijeni
- 24. lipnja 1941. godine izgubio posao na Zagrebačkom sveučilištu (po rasnim zakonima NDH morao je biti otpušten sa sveučilišta)
- u siječnju 1942. godine bježi iz Zagreba u Crikvenicu (Crikvenica je tada službeno u NDH, ali pod talijanskom nadležnošću), prije toga u Crikvenicu je prebačena njegova obitelj (sin, supruga i majka)
- u ljeto 1942. godine po Mussolinijevoj odredbi prebačeni su u logor u Kraljevici kojim je tada upravljala talijanska vojska, kasnije su prebačeni u logor Kampori na Rabu kojim su upravljali talijanski fašisti, ali tu su bili samo kraće. Tu su se pokušavali priključiti partizanima, ali nisu uspjeli i morali su se vratiti na Rab.
- 1943. godine, nakon što je Italija kapitulirala, a kasnije partizani zauzeli logor, oslobođeni su iz logora na Rabu te su zajedno s nekolicinom drugih Židova partizanskom trabakulom prebačeni na Vis kojeg su držali Englezi
- 1944. godine se iz Visa engleskim brodom prebacuju preko Barija u Taranto gdje je Vladimir radio kao prevoditelj za Engleze.
- U listopadu 1944.g. prebačen je iz Barija, prvo na rad u Odjel financija ZAVNOH-a gdje se njegove ideje o gospodarstvu nisu slagale s komunističkom gospodarskom ideologijom te je zbog toga bio prebačen u Povjerenstvo prosvjete, a kasnije na mjesto profesora gimnazije u Drnišu.
- U srpnju 1945. godine vratili su se u Zagreb, a njihov prijeratni stan im je bio vraćen, ali bio je potpuno prazan. No međutim prijatelji su im donijeli stvari koje su kod njih pohranili, a mnogi prijatelji su im rekli gdje se nalaze njihove stvari, tako da je u jednom ustaškom stanu nađen kompletni najmeštaj njihove dnevne sobe. Također su našli nešto svojih slika i skulptura u muzejima grada Zagreba.
- Vladimiru su u poslijeratnoj Hrvatskoj sva akademska vrata bila otvorena. Bio je redovni profesor Ekonomskog fakulteta, Tehničkog fakulteta i Arhitektonsko-građevinsko-geodetskog fakulteta. Također je bio i dekan na oba fakulteta. Najviše je volio nastavu iz statistike, tako da je bio honorarni nastavnik Prirodoslovno-matematičkog fakulteta sve do 1971.godine.
- Godine 1956. godine je postavljen za direktora Centra za numerička istraživanja JAZU. Vjerovao je da će računala odigrati veliku ulogu u razvoju matematike dok je veliki dio njegovih kolega smatrao da su računala nekom vrstom matematičke prostitucije. Isposlovao je dobivanje prvog računala za Zagrebačko sveučilište (Iako je to računalo bilo veličine sobe i trebalo ga je neprekidno popravljati.) Time je s drugim kolegama zaslužan za pokretanje modernizacije Zagrebačkog sveučilišta, što je rezultiralo time da Sveučilište ima odličnu, modernu računalnu tehnologiju.

Često je nedjeljom išao je na Sljeme i s vremena na vrijeme planinario po slovenskim Alpama. U dobi od 50 godina starosti obolio je od dijabetesa tipa 2 te je s vremenom postao ovisan o inzulinu.
Vladimirov sin Mladen Vranić završio je medicinu u Zagrebu i danas je profesor medicinskog fakulteta u Torontu. 
Vladimir Vranić umro je 3. kolovoza 1976. godine od trbušnog krvarenja uzrokovanog dijabetičkom arterosklerozom.

## Znanstveni rad
U bogatoj profesinalnoj karijeri Vladimir Vranić je napisao popriličan broj knjiga i litografiranih predavanja, znanstvenih radova, stručnih rasprava, kritika i recenzija u području znanosti kojom se bavio.

### Knjige i litografirana predavanja
1. Zbirka poučaka i formula iz diferencijalnog i integralnog računa (litografirano) – Udruženje slušača Kraljevske tehničke visoke škole, Zagrebu, 1920. godine.
2. Matematika II. Zbirka formula (litografirano) – Udruženje slušača Kraljevske tehničke visoke škole, Zagreb, 1921. godine.
3. Osiguranje života (suradnički rad s dr. Grossmannom), Praktični liječnik, Zagreb, 1927. godine
4. Politička aritmetika (litografirano predavanje na 176 stranica), Ekonomsko-komercijalna visoka škola, Zagreb, 1940. godine
5. Osnovi financijske i aktuarske matematike (knjiga na 320 stranica), Naklada Zadruge studenata Zagreb, Zagreb, 1946. godine
6. Tablice financijske i aktuarske matematike, (30 stranica), 1946. godine
7. Osnovi više matematike (litografirana predavanja na 125 stranica), Sveučilišna litografija, Zagreb, 1949. godine
8. Osnovi više matematike, II. izdanje (137. stranica), 1950. godine
9. Privredna matematika, (knjiga na 267 stranica), Nakladni zavod Hrvatske, Zagreb, 1949. godine
10. Matematika za ekonomiste I. i II.  (knjiga na 511 stranica), Školska knjiga, Zagreb, 1954. godine. Ova knjiga je 1958.godine doživila 2.izdanje, 1962. godine 3. izdanje (prerađeno izdanje u suradnji s dr. Ljubom Martićem) a 1967. godine i 4. izdanje.
11. Tablice financijske i aktuarske matematike (32 stranice), 1954. godine s reizdanjima 1958., 1965. i 1967. godine.
12. Vjerojatnost i statistika (knjiga na 318 stranica), Tehnička knjiga, Zagreb, 1958. godine s izdanjima još iz 1965. i 1971. godine.
13. Statističke metode ( knjiga iz suradnje s dr. Vladimirom Serdarom na 159 stranica), Školska knjiga, Zagreb, 1960. godine.

### Stručni radovi
1. Razvoj pojma entropije, Revue chemique (Zagreb) 1 iz 1921. godine (na stranicama 166 – 172 i 190 – 196)
2. Moderni problemi analize (Habilitaciono predavanje), Nastavni vjesnik 32 iz 1923. – 1924. godine ( na stranicama 9 – 20)
3. O nomografiji, Tehnički list 7 iz 1925. godine (na stranicama 329 – 334 i 347 – 350)
4. Zakon slučaja, Nastavni vjesnik 35 iz 1926. – 1927. godine (na stranicama od 44 – 57)
5. O računanju otkupnih kapitalizacionih vrijednosti u osiguranju života, Glasnik udruženja aktuara Kraljevine Jugoslavije 1 iz 1937. godine (na stranicama od 103 – 110)
6. Ratni riziko u osiguranju života, Glasnik udruženja aktuara Kraljevine Jugoslavije iz 1940. godine
7. Osiguranje, Enciklopedija leksikografskog Zavoda Jugoslavije iz 1953. godine
8. O statističkim metodama, Nastava matematike i fizike 4 iz 1955. godine (na stranicama od 65 – 76)
9. O metodi najmanjih kvadrata, Nastava matematike i fizike 5 iz 1956. godine (na stranicama od 163 – 170)
10. O graničnim teoremima teorije vjerojatnosti, Izabrana poglavlja iz matematike, Beograd iz 1961. godine
11. Diferencijalna geometrija, Tehnička enciklopedija, JLZ, Zagreb 1969. godine (na stranicama od 251 – 265)
12. Diferencijalne jednadžbe, tehnička enciklopedija, JLZ. Zagreb 1969. godine (na stranicama od 265 – 273).

## Vanjske poveznice
- Vladimir Vranić Hrvatska tehnička enciklopedija, portal hrvatske tehničke baštine. LZMK